# Popel (Warnzeichen)
Ein Popel ist eine verhüllte Figur aus Stroh, die zu Zeiten des Dreißigjährigen Krieges auf den Zinnen der Stadtmauern als Warnzeichen befestigt wurde. Die weithin sichtbaren Gestalten sollten die eigene Bevölkerung vor anrückenden gegnerischen Truppen warnen und gleichzeitig eine abschreckende Wirkung auf die Feinde haben. 
Wenn diese gegen die Stadtmauern vorrückten, wurden die Strohfiguren angezündet, um ein optisches Signal zur Besetzung der Mauern zu setzen, und schließlich auf die Feinde herabgeworfen. In Anlehnung an diese Figuren wurden besonders im schlesischen Dialekt die Vogelscheuchen „Popel“ oder „Gerstepopel“ genannt. Popeln bedeutet hier bis heute etwas zu verhüllen oder etwas im Verborgenen tun.